# Tokyo Metro

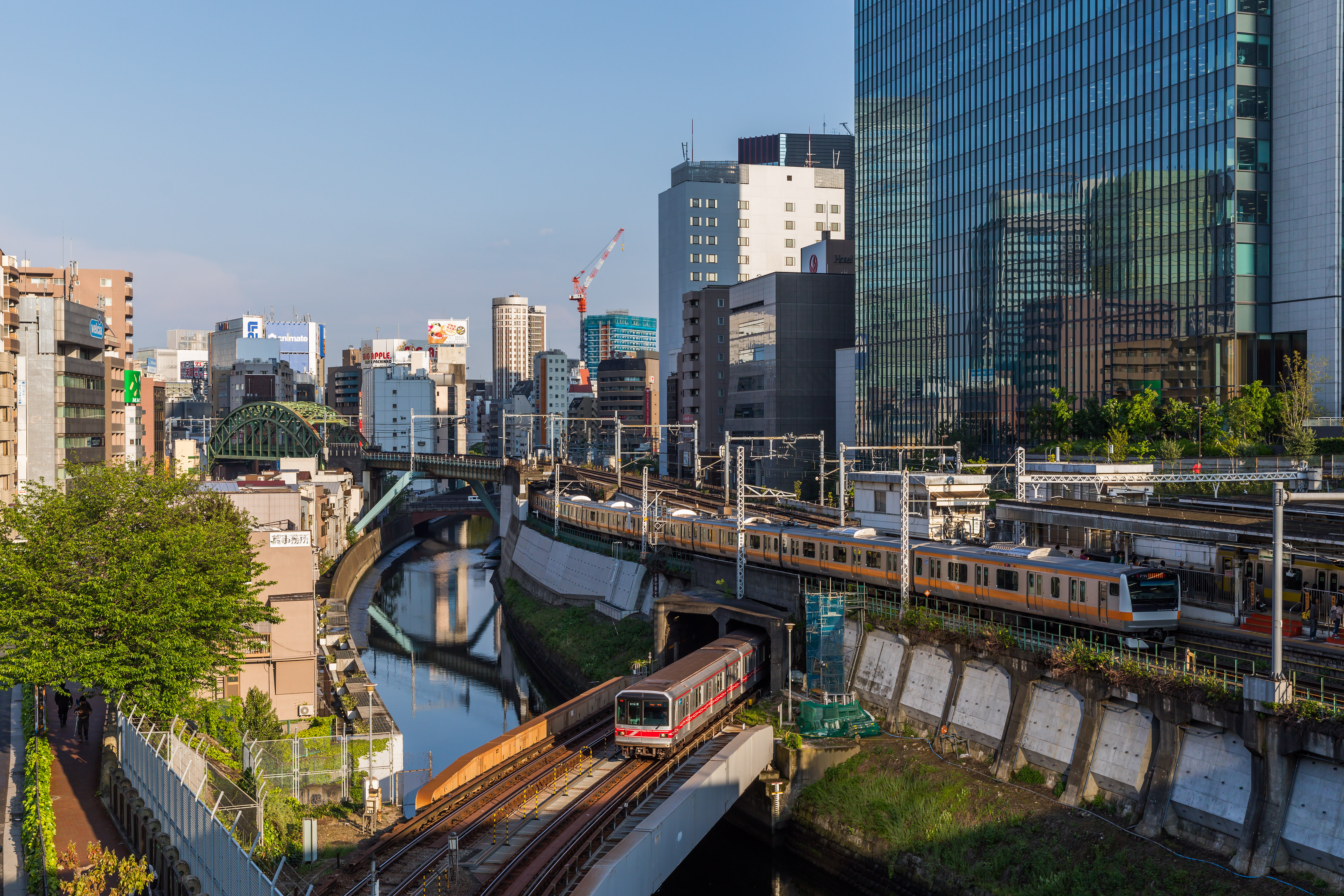
Metrô de Tokyo

A Tokyo Metro (東京メトロ, Tōkyō Metoro) é uma empresa que comanda grande parte do sistema de trânsito em Tóquio, Japão. Mesmo não sendo a única empresa de sistemas de metrô operando em Tóquio, ela possui o maior número de passageiros entre os dois sistemas que operam na metrópole: a Tokyo Metro tem uma quantidade média diária de 6,84 milhões de passageiros, enquanto o outro, a Toei Subway, possui 2,85 milhões. A Tokyo Metro é responsável por nove das treze linhas de metrô que existem em Tóquio.